# قثد
القثد جنس نباتي يتبع الفصيلة القرعية (باللاتينية: Cucurbitaceae) ويضم أنواعاً كثيرة معظمها حولية.

## أنواعه
- الخيار
- البطيخ
- القِثَّاء
- خيار منديرا